# TrackID
TrackIDは、ソニーモバイルコミュニケーションズが過去に提供していた音楽検索アプリケーション。

## 概要
Gracenoteの音楽認識技術を採用し楽曲を録音して検索する。